# Florian Grengbo
Florian Grengbo (* 23. August 2000 in Bourg-en-Bresse) ist ein französischer Radsportler, der Rennen in den Kurzzeitdisziplinen auf der Bahn bestreitet.

## Sportlicher Werdegang
2018 holte Florian Grengbo auf Anhieb drei internationale Titel: Er wurde mit Vincent Yon und Titouan Renvoisé Junioren-Weltmeister im Teamsprint,  U23-Europameister im Teamsprint (mit Melvin Landerneau und Rayan Helal) sowie  Junioren-Europameister im Keirin. Bei den Junioren-Europameisterschaften errang er zudem Silber im Sprint. Beim Lauf des Weltcups in Milton gewann er mit Quentin Caleyron und Quentin Lafargue den Teamsprint.
2021 wurde Florian Grengbo zur Teilnahme an den Olympischen Spielen in Tokio nominiert, wo er mit Rayan Helal und Sébastien Vigier im Teamsprint die Bronzemedaille errang.

## Erfolge

### Bahn
2018
- Junioren-Weltmeister – Teamsprint (mit Vincent Yon und Titouan Renvoisé)
- U23-Europameister – Teamsprint (mit Melvin Landerneau und Rayan Helal)
- Junioren-Europameister – Keirin
- Junioren-Europameisterschaft – Sprint

2020
- Weltcup in Milton – Teamsprint (mit Quentin Caleyron und Quentin Lafargue)

2021
- Olympische Spiele – Teamsprint (mit Sébastien Vigier und Rayan Helal)
- Weltmeisterschaft – Teamsprint (mit Sébastien Vigier und Rayan Helal)

2023
- Weltmeisterschaft – Teamsprint (mit Sébastien Vigier und Rayan Helal)

2024
- Europameisterschaft – Teamsprint (mit Sébastien Vigier und Rayan Helal)